# Journal of Food Science
Das Journal of Food Science (abgekürzt J. Food Sci.) ist eine im Peer-Review-Verfahren seit 1936 erscheinende wissenschaftliche Fachzeitschrift, die vom Institute of Food Technologists in Chicago herausgegeben wird und bei John Wiley & Sons erscheint. Von 1996 bis 2005 belegte sie Platz acht unter den Fachzeitschriften im Bereich Lebensmittelwirtschaft und Lebensmitteltechnologie.

## Geschichte
Die Zeitschrift wurde 1936 unter dem Namen Food Research gegründet, erster Chefredakteur war Fred W. Tanner von der University of Illinois at Urbana-Champaign. Sie erschien zweimonatlich bei Garrard Press, die erste Ausgabe umfasste neun Artikel. Bis Ende des Jahres 1936 wurden 55 Beiträge veröffentlicht.
1950 wurde Food Research vom Institute of Food Technologists aufgekauft, im folgenden Jahr wurde Zoltan I. Kertesz Chefredakteur. Kertesz und die meisten seiner Nachfolger waren auch für die 1947 vom Institut gegründete Zeitschrift Food Technology tätig. Von Juli 1952 bis Dezember 1960 war Martin S. Peterson Chefredakteur, ihm folgte im Januar 1961 George F. Stewart von der University of California, Davis, der der Zeitschrift ihren heutigen Namen gab. Im Juli 1966 übernahm Walter M. Urbain, ihm folgte von Juni 1970 bis Januar 1971 Ernest J. Briskey.
Im Januar 1971 wurden alle Artikel aus dem Bereich der angewandten Forschung von Food Technology auf das Journal of Food Science verlagert und Bernard J. Liska wurde neuer Chefredakteur. Er behielt den Posten bis 1981, ihm folgte Aaron E. Wasserman, der 1990 zurücktrat. Robert E. Berry war von 1990 bis 1998 Chefredakteur. Seit 1996 werden die Artikel in die Bereiche Lebensmittelchemie, Lebensmitteltechnologie, Lebensmittelmikrobiologie, Ernährung und Sensorik eingeteilt. Bis 2003 war Owen R. Fennema Chefredakteur, in seiner Amtszeit wurde die Erscheinungshäufigkeit von sechs auf neun Ausgaben im Jahr erhöht. Aktueller Chefredakteur ist Edward Allen Foegeding, der eine Professur in Lebensmittelchemie an der North Carolina State University innehat. Seit 2007 sind alle Ausgaben ab 1936 online abrufbar.